# 冨田幸宏
冨田 幸宏（とみた ゆきひろ、1957年〈昭和32年〉5月10日 - 2024年〈令和6年〉5月5日）は、日本の政治家。神奈川県足柄下郡湯河原町長（5期）を務めた。

## 来歴
湯河原町生まれ。神奈川県立山北高等学校卒業。20歳で湯河原観光企業組合理事に就任する。2000年に湯河原町議会議員に初当選し、2期務める。2007年の湯河原町長選で初当選し、5期務めた。在職中は廃止予定だった旧湯河原厚生年金病院（現在のJCHO湯河原病院）を旧湯河原中学校跡地へ移転し、存続させた。また、隣接の防災コミュニティセンターを含む防災拠点や湯河原駅前の整備、町内の温泉旅館再生や万葉公園再整備に力を尽くした。ほか神奈川県町村会会長、関東町村会会長を務めた。
2023年4月の町長選挙では元町議の土屋由希子を破り、5回目の当選を果たした。しかし、5回目の当選後に血液がんの一種の骨髄異形成症候群と診断され、8月に入院し、造血幹細胞移植の治療を受けた。退院後も自宅療養を続け、2024年2月に公務に復帰した。3月下旬からは移植された細胞が患者の体を異物と認識して攻撃する移植片対宿主病（GVHD）の症状が出始めたため、再び検査入院していた。5月5日、入院先の病院で死去した。死因は不明。叙従五位、旭日小綬章追贈。
冨田の通夜は5月14日に、告別式は15日に湯河原町民体育館で冨田家と湯河原町合同で執り行われた。記帳所は5月15日まで湯河原町役場と町立図書館に設置された。
6月の町長選挙には、元町職員の内藤喜文と元町議の土屋由希子の2人が立候補し、内藤が当選した。
このほか湯河原町商工会青年部長、第一分団分団長などを歴任した。

## その他
2015年4月21日、湯河原町内の民家で火災が発生した。冨田は火災の一報を受け、いち早く現場へ駆けつけ、住人の安否確認のため玄関を蹴破るなどして中に入った。焼け跡から刺殺体が発見され、遺体はこの家に住む66歳の女性と判明した。この事件の犯人は逮捕されていないため、未解決事件のままである。